# 阿曼饮食

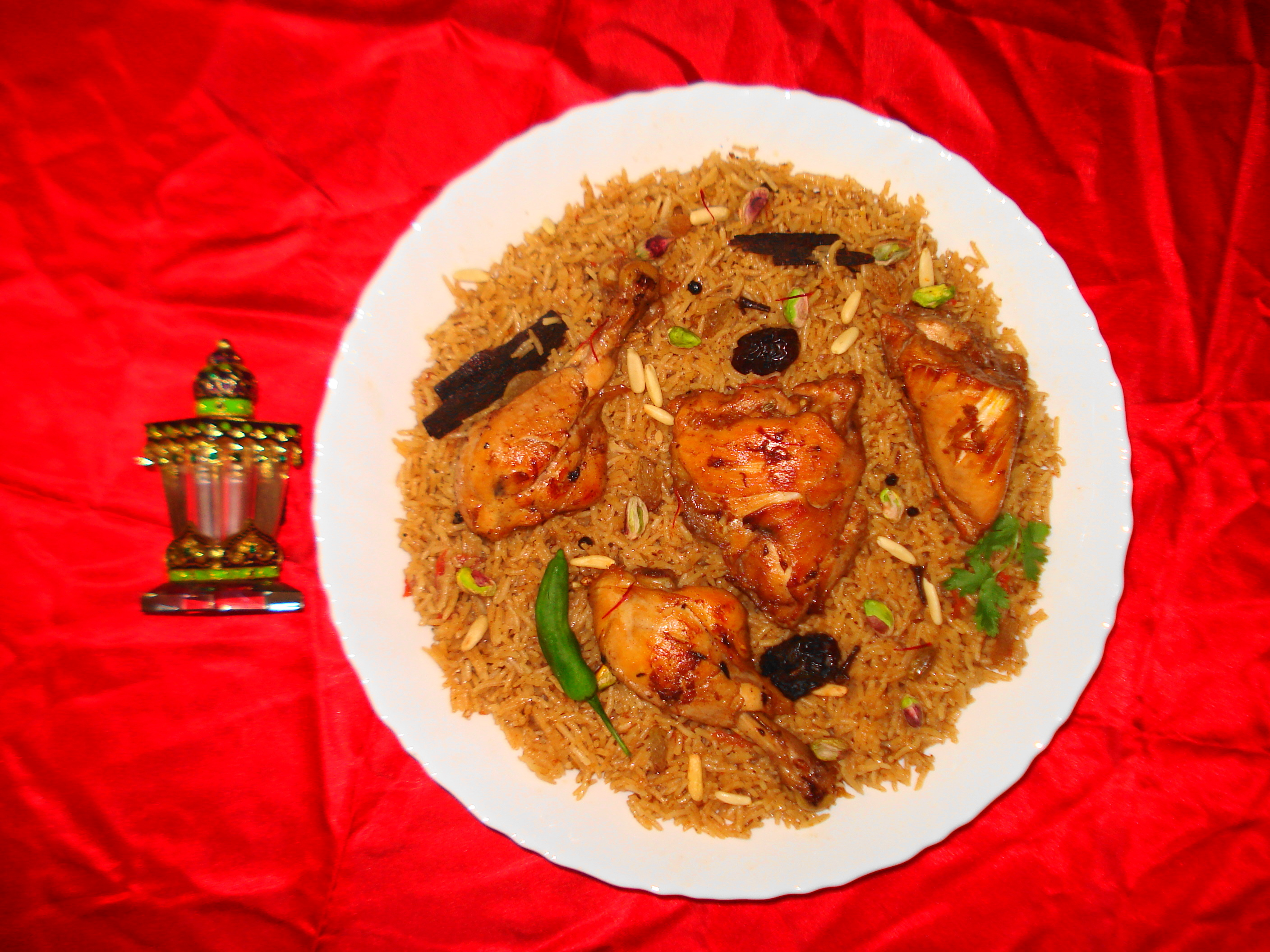
卡布萨(كبسة kabsah) ，也称“马可布思”(مكبوس/مچبوس， makbūs/machbūs海湾发音音标.: /[mɑtʃˈbuːs]/) 是一种大盘混合饭食，它是波斯湾地区的代表菜肴

阿曼饮食的风格受阿拉伯飲食、伊朗饮食、印度飲食、亚洲饮食、东地中海饮食（主要有黎凡特飲食与土耳其饮食）和非洲菜的饮食做法影响，反映出阿曼地处海陆贸易要冲和一度身为的商业帝国的历史渊源，而其中香料贸易对阿曼菜的形成影响尤甚。

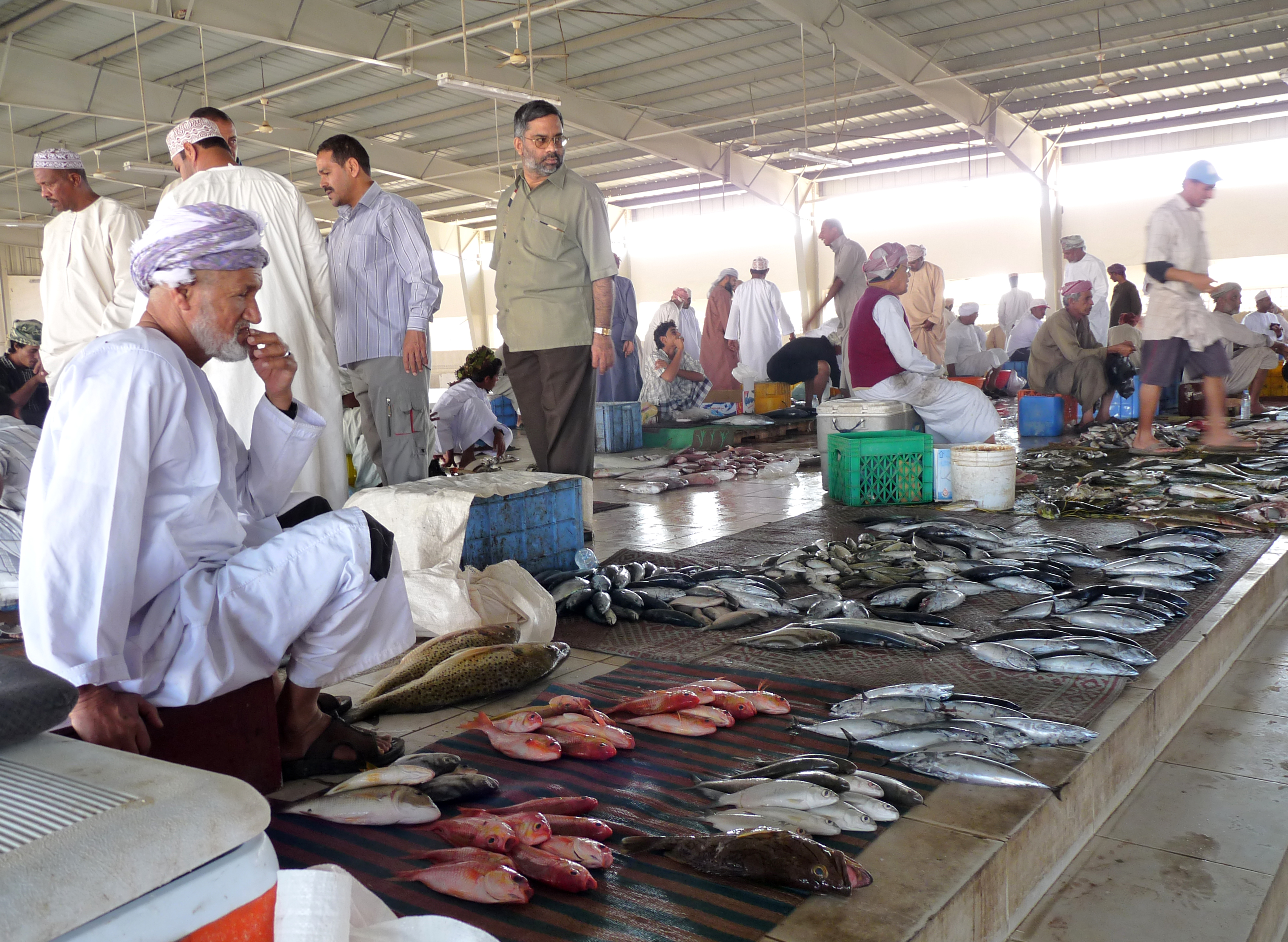
阿曼苏尔的鱼市

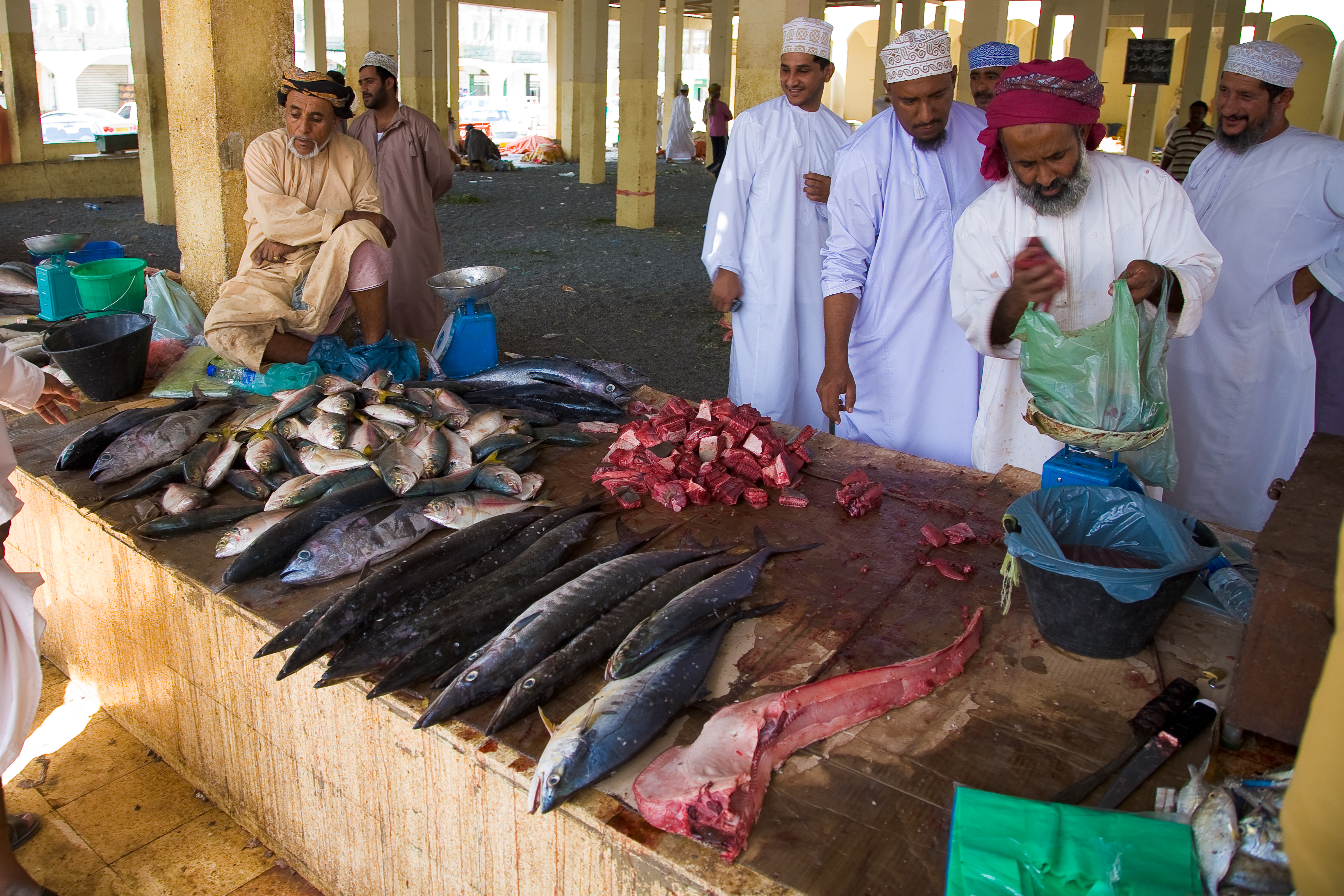
思诺的鱼市摊主在为客人把去鳞切块的鱼肉装袋

阿曼菜的基本食材一般有鸡肉、鱼肉、羊肉等，并以米饭作为主食。菜品中通常都会混合使用较多香料（包括香辛料与香料植物）与腌汁，而口味并不会过于辣。一般肉类料理都会有蔬菜作为佐餐配料以增加口感和促进消化。
阿曼人常用作香料、调味料的食材有（无序排列）：小豆蔻、姜黄、甜椒、香菜、大蒜、醋、藏红花、洋葱、柠檬、酸橙、肉桂、丁香、肉豆蔻、黑胡椒、香菜籽、咖喱粉、孜然等。
在注重伊斯兰价值的传统阿曼社会，受伊斯兰教法影响，食用猪肉对阿曼穆斯林们来说是明令禁止的，因此在阿曼菜中没有使用猪肉的菜品。

## 特点
阿曼菜的具体做法因地区、当地民族与宗教差异而有所不同，它们之间的共通之处在于烹饪主食时习惯使用咖喱、熟肉、米饭和蔬菜，也一般都会做一种有鸡肉、羊肉、蔬菜（比如熏茄子）的汤，一天中一般以午餐为主餐。

## 代表菜品

### 主菜

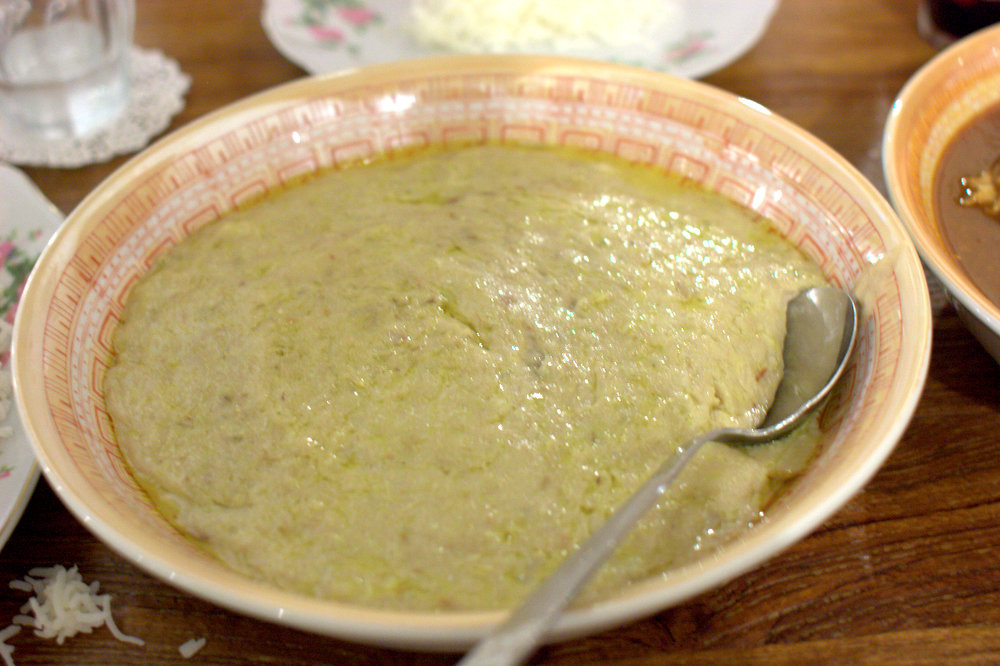
一碗哈日思

- 哈日思（英语：Harees）（harees ，古阿卡德语读如 harasu ），是流行于东阿拉伯的一种历史悠久的麦粥，也是阿曼传统菜肴之一，与牛羊肉或鸡肉和调料一起熬制，食用时一般佐以酥油。阿曼人为开斋节设定的固有菜谱中，哈日思是开斋节第一日的必备佳肴，它也常作为斋月的开斋饭。[6]

- 米希卡(Mishkak ，Mishakik 或 Meshkak )是一种阿曼传统小吃，通常是指一种肉类或海鲜串烧，食材切成若干一口量的小块，经多种香料与调料处理后置于烧炭烤架上烤熟，有时也会蘸罗望子酱。它也是开斋节第二日的固定菜品。[7]

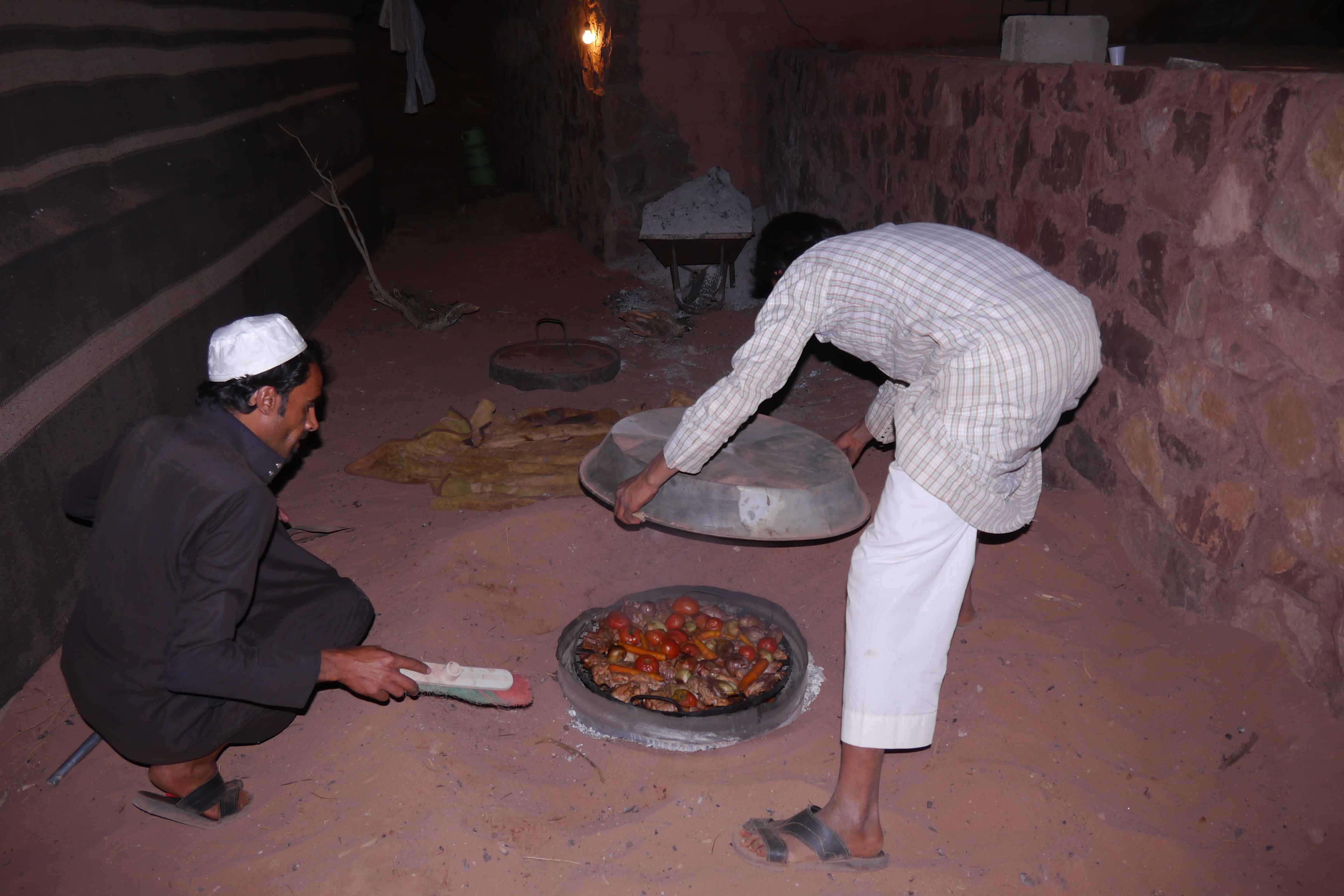
贝都因人的地灶，在炊具下通常放置炭火，与阿曼人烹饪舒瓦的地灶类似，但尺寸较小。烹饪舒瓦时，阿曼社区中通常会共同搭建专门的石砖地灶。

- 舒瓦（英语：Quzi）（Shuwa 或 shuwaa ），是一道专供节日等重大场合的菜肴。做法一般是将总量通常为一整只的大块羊肉、牛肉或骆驼肉（英语：Camel#Meat）经带多种香料的椰枣酱入味，裹在干制香蕉树叶或棕榈叶中，然后与邻舍协力放在特制的传统大地灶中烹熟，这个过程需时约在1-2天之间，出炉后按食材量分给全村老少亲友，搭配菜饭和鲜番茄酱共同享用。烹饪与食用舒瓦是阿曼传统社区中众人共同参与的重大活动，在开斋节中，舒瓦是第三日的固定料理。[6]

- 阿曼烤鱼（Mashuai ），通常是指从本地捕捞的鱼类（最常见的是整只蓝点马鲛，当地称“王鱼（kanad ）”），处理后两面切开，淋油与香料烤熟，一般搭配浇柠檬汁和坚果的饭。[8]

- 阿曼酸鱼（Malleh ）是一道流行于马斯喀特的小菜，处理过的鲜鱼经盐渍后淋上酸橙和洋葱制成的浇汁，全称awa’al and malleh。[9]

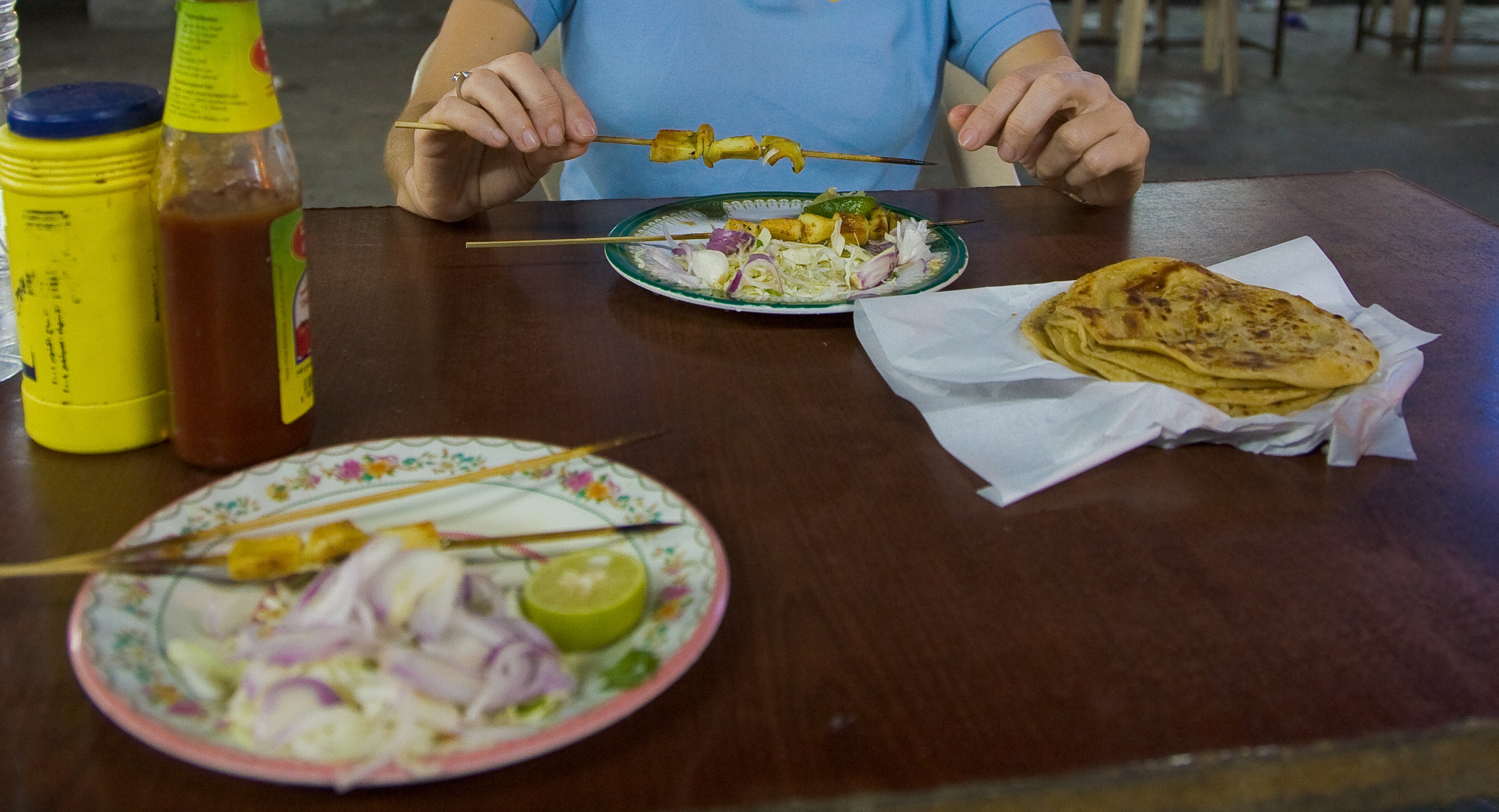
锡卜的一餐海陆混合卡巴

- 本地卡巴（Kebab ），阿曼卡巴是一种烤肉料理，类似米希卡，相比之更近面向旅客而刻意区分出的国际化称谓，用香料和盐调味后的鸡肉、牛肉串（也可以有海鲜）经熏烤或火烤至熟，搭配一些佐餐蔬菜、柠檬和烤饼食用。

- 穆夸拉布（Muqalab ）是阿曼的一种内脏料理，由牛羊肚、肺与多种香料烹制而成。

- 马可布思（英语：Kabsa）（Makbous、Maqbous 或Machboos ），经也门和沙特阿拉伯传入阿曼，主要经藏红花和小豆蔻等香料调味，混合肉类，或有蔬菜的大盘饭食。肉类先依序加入大蒜、洋葱和其它香料烹熟，米饭煮熟后与其混合入味，撒坚果葡萄干均匀装在大盘中与人分食，配酸奶、阿曼小面包、蔬菜色拉或鲜番茄酱。[9]

- 本地法塔（英语：Fatteh）（Fatta ）是指蔬菜和烤肉搭配阿曼小面包的一种大众料理。

### 汤饮
- 帕布娄汤（paplou ），是阿曼滨海地区风行的一种海鲜汤，通常主料是金枪鱼及其鱼籽，也可以用其它鱼种或贝类，入汤的辅料有由蒜、姜、香菜捣成的汤膏及清新的柑橘味，配以籼米饭。在需要装盘时会在碗边饰上香菜叶或橙片。[9]

- 萨卡那（sakhana ）是一种由小麦、椰枣、糖蜜和牛奶混合熬成的甜浓汤，作为甜食风靡阿曼开斋节，也常作开斋饭中的饭后甜点。[6]

- 咖瓦（kahwa ），属于阿拉伯咖啡，是一种苦味饮料，加入了小豆蔻和咸酪乳（Laban（英语：Leben (milk product)） ）调味。

- 酸奶，酸奶也是阿曼的传统饮品，阿曼人制酸奶时通常会加入小豆蔻和开心果调味。[6]

阿曼人也有饮茶的习惯。

### 点心
- 洛可麦特（Lokhemat ）是一种发酵面团制成的茶点，用小豆蔻调味后炸至金黄，蘸甜橙豆蔻酱，和咖瓦等苦味饮料一起享用。[6]

- 阿曼哈尔瓦羹（Omani Halwa ），是一种精致的高卡胶稠阿曼茶点，主要原料一般有红糖、鸡蛋、蜂蜜和香料，其它还可以加入坚果、蔷薇水、可可等，具体配方可因个人喜好调整，制作过程复杂且需要很好把握，而一碗好的哈尔瓦羹的配方和制作方法往往受到一位点心匠人的严格保密。它也是阿曼苏丹招待外宾的“国点”。[10]

- 阿末面布丁（Halawet Ahmad ），是一个圆台状甜点，特别之处在于它是由细面条混合浓牛奶、糖、抹醬（比如黄油和芝士）、磨杏仁粉（英语：Almond_meal）和椰絲固成几个布丁形状的小糕点，再撒上碎杏仁或碎开心果。[11]

- 阿曼小面包（Khubz rakhal 或Khubz Ragag ）是一种无酵饼，一般由阿曼广大家庭自制，可以搭配多种主菜也可以作普通点心，基本原料是面粉、水和盐，3者的比例决定了面包的口感和形状，因此很有讲究。在类似烤盘的特殊炊具上烤熟后可以搭配切达干酪、蛋黄酱，而也有一些阿曼人喜欢伴着炒蛋、白煮蛋等蛋食一起食用。[12]